# Vipsania Marcella
Vipsania Marcella (in latino Vipsania Marcella, eventualmente indicata anche come Vipsania Marcella Maggiore, in latino Vipsania Marcella Maior; fl. I secolo) è stata una nobildonna romana, figlia di Marco Vipsanio Agrippa, braccio destro di Augusto, e della sua seconda moglie, Claudia Marcella maggiore, figlia di Ottavia minore e nipote di Augusto.

## Origini familiari
Vipsania Marcella nacque da Marco Vipsanio Agrippa, console nel 37 a.C. e intimo amico di Augusto, e dalla sua seconda moglie Claudia Marcella maggiore, figlia a sua volta di Gaio Claudio Marcello, console nel 50 a.C., e di Ottavia minore, sorella dello stesso Augusto. Era quindi sorella di Vipsania Marcellina e una sorellastra di Vipsania Agrippina, Vipsania Attica, Gaio Cesare, Giulia minore, Lucio Cesare, Agrippina maggiore e Agrippa Postumo da parte di padre e di Lucio Antonio, Gaio Antonio e Iullia Antonia da parte di madre.

## Biografia
Poco si sa della vita di Marcella; andò probabilmente in sposa a Publio Quintilio Varo, il celebre generale morto nella battaglia di Teutoburgo.. Alcuni credono che sposò pure Marco Emilio Lepido, console nel 6, ma è molto più probabile che la moglie di Lepido fosse piuttosto sua sorella minore, Vipsania Marcellina.